# Krokodilsalamanders
Krokodilsalamanders (Tylototriton) zijn een geslacht van salamanders uit de familie echte salamanders (Salamandridae). De groep werd voor het eerst wetenschappelijk beschreven door John Anderson in 1871.
Alle soorten komen voor in delen van Azië en leven in de landen China, India, Laos, Myanmar, Nepal, Thailand en Vietnam.

## Taxonomie
Er zijn 21 soorten, inclusief drie soorten die pas in 2015 voor het eerst wetenschappelijk zijn beschreven, zoals de soort Tylototriton himalayanus. In de literatuur wordt daarom vaak een lager soortenaantal gegeven.
Geslacht Tylototriton
- Soort Tylototriton anguliceps
- Soort Tylototriton asperrimus
- Soort Tylototriton broadoridgus
- Soort Tylototriton dabienicus
- Soort Tylototriton hainanensis
- Soort Tylototriton himalayanus
- Soort Tylototriton kweichowensis
- Soort Tylototriton liuyangensis
- Soort Tylototriton lizhengchangi
- Soort Tylototriton notialis
- Soort Tylototriton panhai
- Soort Tylototriton podichthys
- Soort Tylototriton pseudoverrucosus
- Soort Tylototriton shanjing
- Soort Tylototriton shanorum
- Soort Tylototriton uyenoi
- Soort Tylototriton verrucosus – Ruwe krokodilsalamander
- Soort Tylototriton vietnamensis
- Soort Tylototriton wenxianensis
- Soort Tylototriton yangi
- Soort Tylototriton ziegleri